# Reverie (Tennessee)
Pour les articles homonymes, voir Rêverie (homonymie).
La localité de Reverie est située dans le comté de Tipton dans l’État du Tennessee. Lors du recensement de 2000, sa population s’élevait à 11 habitants.

## Géographie
Le 7 mars 1876, en l'espace de 24 heures, le lit du fleuve Mississippi a changé de cours et abandonné son ancien chenal qui coïncidait avec la frontière du Tennessee et de l'Arkansas. Cette nouvelle situation géographique plaça la localité de Reverie du côté de l'Arkansas, alors que la plupart de la région du comté de Tipton est situé à l'est du fleuve Mississippi, du côté du Tennessee. Reverie est devenu une enclave de l'État du Tennessee dans l'État de l'Arkansas. L'ancien cours du Mississippi, qui demeure toujours la frontière entre les deux États, est devenu presque un bras-mort et la localité de Reverie est devenue une île sous le nom de "Island No 35".

## Histoire
La région était peuplée par les Amérindiens de la nation des Chicachas. Des fouilles archéologiques ont permis de mettre au jour un site de la civilisation du Mississippi. Un squelette de mastodonte fut également mis au jour.
La localité de Reverie était bien située le long du fleuve Mississippi, d'où son nom français de "Rêverie" à l'époque de la Louisiane française. Le village fut officiellement fondé au début du XIXe siècle à l'époque de la vente de la Louisiane aux États-Unis. Reverie est devenu aujourd'hui une zone non incorporée.